# 愛知県立三谷水産高等学校

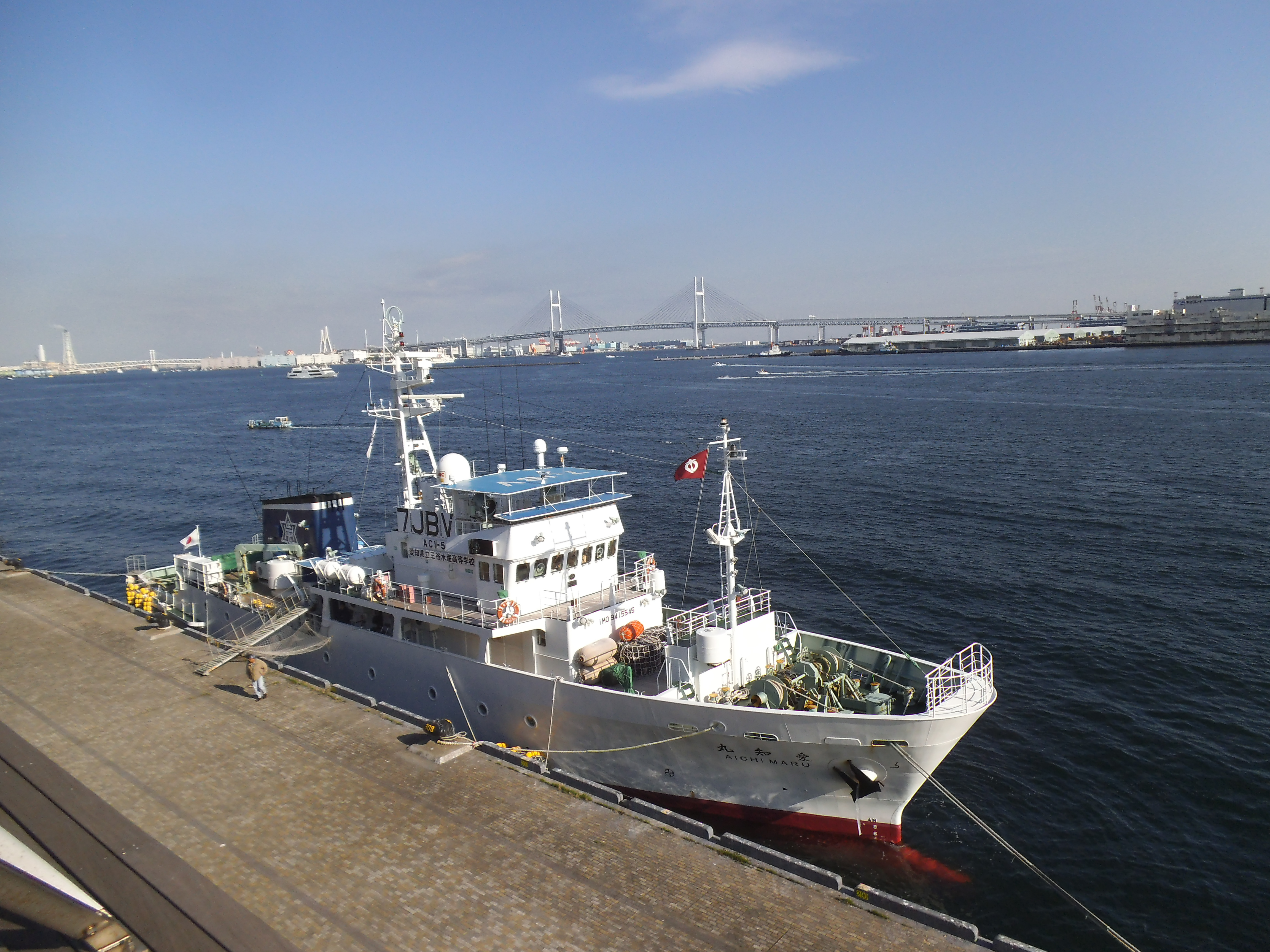
愛知県立三谷水産高等学校の実習船愛知丸

愛知県立三谷水産高等学校（あいちけんりつ みやすいさんこうとうがっこう、Aichi Prefectural Miya Fisheries High School）は、愛知県蒲郡市三谷町水神町通にある県立高等学校。

## 概要
愛知県下では唯一の水産高等学校である。
2013年（平成25年）より産学官連携によるクロアワビの陸上試験養殖が始まっており、企業との連携により開発したカツオのジュレ状つくだ煮（愛知丸ごはん）は2014年（平成26年）、2015年（平成27年）と2年連続モンドセレクションで金賞を受賞している。
2015年（平成27年）度入学生から制服も新しくなった。
2016年（平成28年）には、文部科学省スーパープロフェッショナルハイスクール（SPH）にも指定された。

## 本科
高等学校三年間の課程であり、四学科からなる。
海洋科学科：海洋漁業コース
小型船舶の操縦をはじめ、大型実習船に乗り込んでの操業実習など、船舶・漁業に関する様々な実習を行う。
海洋科学科：海洋工学コース
船舶機関や補機類を使いこなす技術を学習する。また一級小型船舶操縦士の教習も行い船舶免許の取得も行う。
情報通信科
主に情報技術や通信技術に関する学習を行う。他の学科よりもコンピュータに関する実習が多い。無線従事者国家試験の科目免除校であり、第三級総合無線通信士の基礎・英語・電気通信術が卒業後3年間科目免除される。また科目確認校でもあり卒業時には第二級海上特殊無線技士を無試験で取得できる。
平成27年度よりマルチコプターの海洋利用に関する研究がスタートし、東京大学・千葉大学の研究室と連携しながら研究を進めることとなった。
海洋資源科：栽培漁業コース
魚類や海藻類などの生理・生態、種苗生産・増養殖技術や、初期餌料の培養に関する知識・技術について学習する。 また、海に関わる実習に必要なライセンスとして、小型船舶操縦士やダイビングCカードなどを取得し、奄美大島でのクロマグロ養殖場見学やダイビング実習なども行われる。
海洋資源科：海洋環境コース
魚類や底生生物、プランクトンなどの生理・ 生態、分類・同定に関する知識・技術を習得するとともに、環境測定機器による水質・底質などの環境調査やスクーバダイビングによる海洋生物の生態調査実習などを行う。海に関わる実習に必要なライセンスとして、小型船舶操縦士、潜水士やダイビングCカードなどを取得し、小笠原でのダイビング実習も行う。
水産食品科
水産加工食品に限らずパン作りやスウィーツ作りなど様々な実習を行う。食品実習では「手作り」「多品種」「少量生産」が特徴で、食品を自分の手で最後まで作ることにより、材料が製品になるまでの変化を体験することが出来る。また、食品の品質管理方法の知識や技術を学ぶため分析実験や微生物実験なども行い、将来食品関係の道へ進めるようカリキュラムが組まれている。

## 専攻科海洋技術科
高校卒業後の進路として、更なる技術の向上と上位の資格取得を目指す者のために設立された。
本科卒業、または他高等学校卒業後に希望者が入学する（入学試験有り。推薦入試12月、一般入試1月）。
二年制の課程であり男女共学、本科とは授業環境も大きく変わり専門学校に近い。大学卒業者や短期大学卒業者のように卒業後に学位を取得することはできないが、多くの企業では修業年限が同じ短期大学や専門学校卒業者と同等に扱ってもらえる。
公立学校であるため、授業料は高等学校と同じで月額約1万円程度である。（国家資格取得のための費用などは別途負担）
航海コース
未来の航海士を育成する。外航船員（士官）になるために必要とされる三級海技士 (航海)の取得を目指すためのカリキュラムが組まれている。内部進学者以外は、単位及び履歴の認定条件により取得できない。
機関コース
未来の機関士を育成する。外航船員（士官）になるために必要とされる三級海技士 (機関)の取得を目指すためのカリキュラムが組まれている。内部進学者以外は、単位及び履歴の認定条件により取得できない。
情報通信コース
未来の通信技術者を育成する。近年は情報教育にも力を入れている。

## 沿革
- 1940年4月 - 愛知県水産試験場附設講習所が開講。
- 1943年4月 - 愛知県立三谷水産学校として開校。
- 1948年4月 - 愛知県立三谷水産高等学校と改称。
- 1949年4月 - 学則改正、水産製造科設置。
- 1958年3月 - 学則改正、機関科設置。
- 1964年2月 - 学則改正、無線通信科設置。
- 1971年4月 - 専攻科3学科「漁業科、機関科、無線通信科」設置。
- 1990年3月 - 遠洋漁業実習船2代目「愛知丸（450.00トン）」完工。
- 1993年4月 - 初の女子生徒2名、水産増殖科へ入学。
- 1994年4月 - 学則改正、水産製造科を水産食品科に、無線通信科を情報通信科に改編。制服の変更。
- 1995年1月 - 小型実習船「あさしお（1トン）」完工。
- 1996年4月 - 漁業科を海洋漁業科、機関科を水産工学科、水産増殖科を栽培漁業科に改編。
- 1999年3月 - 沿岸漁業実習船「あおしお（19トン）」完工。
- 2003年4月 - 学科改編により「海洋科学科（漁業コース・工学コース）、水産食品科、海洋資源科、情報通信科」となる。
- 2004年4月 - 本館棟校舎東側耐震工事が完了する。
- 2006年 - 専攻科3学科を海洋技術科とし、それぞれを航海コース、機関コース、情報通信コースと改称。
- 2006年12月 - 新愛知丸進水[1]。
- 2007年4月 - 新愛知丸竣工式[1]。
- 2010年11月 - 創立70周年式典挙行　校旗新調。
- 2012年3月 - 湾内漁業実習船「はつしお」完工。
- 2015年4月 - 制服の変更。

## アクセス
- JR東海道本線 三河三谷駅から徒歩で約12分。
- JR東海道本線・名鉄蒲郡線 蒲郡駅から徒歩で約20分。
- 名鉄バス「水産高校前」バス停下車。

## 著名な出身者
- 大橋裕之（漫画家）
- 朝倉未来（総合格闘家、YouTuber）※ 中退